# Barbara van Beukering
Barbara van Beukering (Drachten, 7 september 1966) is een Nederlands journaliste.
Van Beukering groeide op in het gezin van politicus Cootje van Beukering-Dijk. Na het behalen van haar gymnasiumdiploma  volgde zij de School voor Journalistiek in Utrecht (1985-1988).
Daarna werkte ze bij de TROS-televisie als verslaggever van TROS Kieskeurig en Aktua Geld. Na twee jaar stapte ze over naar de AVRO, waar ze verslaggever/presentator werd van het jongerenprogramma Pauze TV. Na twee seizoenen presenteerde ze twee jaar lang voor diezelfde omroep het filmprogramma Preview, samen met Hugo Metsers. Vervolgens werkte ze een aantal jaar achter de schermen als eindredacteur van diverse programma's voor onder andere RTL 5, Veronica en Teleac.
In 1997 maakte Van Beukering de overstap naar tijdschriften. Ze werd achtereenvolgens hoofdredacteur van Babymagazine (1997), AvantGarde (1998-1999), Blvd. (1999-2002) en het Volkskrant Magazine (2002-2007)
In februari 2007 presenteerde Van Beukering het avondvullende NPS-programma Handboek voor de moderne vrouw. Van 2007 tot 2015 was Barbara van Beukering hoofdredacteur van Het Parool.
In 2015 startte Van Beukering PAPER, een digitaal dagelijks nieuwsmagazine. Eind 2016 nam Blendle PAPER over van De Persgroep Nederland.